# Rodolphe II de Saxe
Rodolphe II, né vers 1307 et mort le 6 décembre 1370 à Wittemberg, est un prince de la maison d'Ascanie, fils de l'électeur Rodolphe Ier de Saxe. Il est duc de Saxe-Wittemberg et électeur de Saxe de 1356 jusqu'à sa mort.  Devenu presque entièrement aveugle peu avant sa mort, il reçoit parfois l'épithète d’« Aveugle » dans les chroniques.

## Biographie

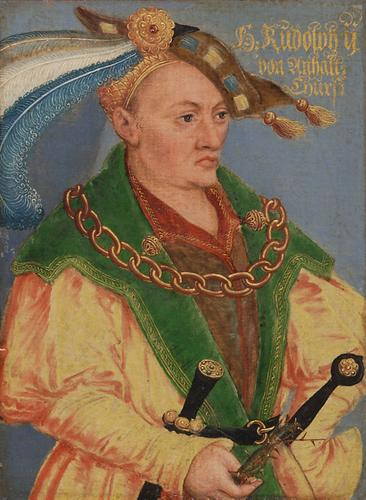
Portrait de Rodolphe II, Lucas Cranach le Jeune, vers 1570.

En tant que fils aîné, Rodolphe II est initié très tôt par son père Rodolphe Ier aux missions diplomatiques. Le 25 août 1346, à la bataille de Crécy où il est engagé aux côtés du roi de France Philippe VI, il prend le commandement de la chevalerie impériale à la mort du roi Jean Ier de Bohême. Bien que la bataille ait tourné au désastre, le roi de France remercie l'électeur de Saxe en lui offrant d'acheter une épine détachée de la Sainte Couronne conservée à la Sainte-Chapelle. C'est là une offre inestimable, car une telle relique est de nature à attirer une foule de pèlerins à l'endroit où elle serait conservée ; or le père de Rodolphe venait de faire édifier, en concertation avec sa seconde épouse, une basilique-chapelle pour la fondation de Tous les Saints. Grâce à la relique venue de France, la chapelle est élevée au rang de collégiale. À la mort de son père, Rodolphe II confirme les droits de l'église et étend son domaine.
Comme l'âge de Rodolphe Ier ne lui permettait plus d'entreprendre les voyages imposés par la Diète d'Empire, il charge son fils Rodolphe II de le représenter de plein droit à ces assemblées. À la mort de son père, Rodolphe II, s'opposant aux revendications des princes de Saxe-Lauenbourg, fait confirmer le 27 décembre 1356 devant le tribunal princier de Metz sa succession aux privilèges des princes de Saxe-Wittemberg, ce qui n'est rien d'autre que la poursuite de la politique de Rodolphe Ier. Et tout comme son père, il doit se défendre autant contre les revendications des princes ascaniens de Saxe-Lauenbourg (déjà détenteurs de la dignité de princes-électeurs) que contre les prétentions de la maison de Wettin (possesseurs de l'ancien comté de Brehna) sur la Misnie. Il doit défendre armes à la main la suzeraineté sur Herzberg, Prettin, Trebitz et Schmiedeberg, Klöden et Pretzsch, que ses rivaux lui disputent. Ces altercations et les développements politiques qu'elles entraînent au sein de la diète d'Empire mettent à rude épreuves les finances des princes. C'est ainsi qu'en 1359, Rodolphe doit d'abord vendre le domaine d'Allstedt à Gebhard de Querfurt, et qu'il échange avec l'archevêque Dietrich de Magdebourg le château de Gatersleben, contre ceux de Wiesenburg et de Schweinitz.
En 1360, il reçoit le fief de Liebenwerda, qui jouxte à l'est la Saxe-Wittemberg ; puis en 1370, il acquiert le comté de Barby avec le domaine de Walternienburg, dont il confie l'administration à la famille von Barby. Enfin, en 1369, la reconduction des droits de son père sur l'héritage ascanien lui apporte la principauté de Lunebourg, mais cet héritage est d'emblée contesté, ce qui mène à la guerre de Succession de Lunebourg.
Sa politique intérieure est ponctuée d'initiatives destinées à conforter les finances du duché. Ainsi Rodolphe octroie à la ville d’Herzberg en 1361 le privilège du commerce du sel, et contraint les sauniers se rendant de Halle à Torgau à passer par Bitterfeld. Pour s'opposer aux extorsions des seigneurs-brigands, il passe des alliances avec plusieurs villes d'Empire et surveille les trafics. C'est pour cette raison que sous son règne, en 1358, le château-fort de Ließnitz, à l'emplacement duquel prend ensuite naissance le manoir de Kropstädt, est rasé. Rodolphe suscite une querelle entre la seigneurie et le chapitre ecclésial de Wittemberg à propos du statut de collégiale.
Rodolphe II est le premier duc de Saxe à se proclamer princeps elector (en 1370). Ce titre lui revient de droit depuis la proclamation de la Bulle d'or par l'empereur Charles IV en 1356. Comme il ne laisse aucun descendant capable de régner au sens de la Bulle d'or, c'est, conformément au droit de succession stipulé dans le Saint Empire, son demi-frère Venceslas qui prend la succession de l'électorat.
On avait depuis longtemps perdu de vue le tombeau des princes ascaniens de Saxe lorsqu'en février 2009 des archéologues, excavant le site de l’ancien monastère franciscain de Wittemberg, mettent au jour la tombe du duc Rodolphe. Le prince ascanien a été inhumé dans un simple cercueil en bois, aux côtés de sa seconde femme et de ses filles. Le cercueil contenait encore l'épée et le sceau ducal en plomb avec lequel on avait inhumé Rodolphe.

## Descendance
Rodolphe II épouse en premières noces (1336) Élisabeth († 1354), fille du landgrave Othon Ier de Hesse, et en secondes noces Élisabeth († 15 novembre 1373), fille du comte Ulrich II de Lindau-Ruppin. De son premier mariage, il a trois enfants :
- Béatrice († peu après 1373)
- Élisabeth († 1353)
- Albrecht (né au début de 1371 à Wittemberg; † 1371 à Wittemberg)